# МАЗ-5336
З 1981 по 1988 рік Мінський автозавод повністю замінив всю свою гаму автомобілів. Так, в 1983 році на виробництво поставили автомобіль-лісовоз МАЗ-5434; в 1985 — тривісний тягач МАЗ-6422 і автомобіль-самоскид МАЗ-5551; в 1986 — шасі МАЗ-5337; в 1987 — бортовий автомобіль МАЗ-53371; в 1988 — бортовий автомобіль МАЗ-5336 з подовженою платформою. Більш того, в наступні два-три роки завод модернізував автомобілі сімейства МАЗ-6422. Розпочався період сімейства МАЗ-64221. В його моделей — відкидна решітка передній панелі кабіни, нова панель приладів, модернізовані передні осі, задні мости, рама і гальмівна система.

## Модифікації
- МАЗ 533603-220 — бортовий автомобіль призначений для міських, приміських і регіональних перевезень різних вантажів. Відповідає вимогам TIR для транспортування різних вантажів в системі транзитних перевезень МДП у складі автопоїзда.
- МАЗ 53361 — бортовий автомобіль з колісною формулою 4х2. Повна маса автомобіля — 18 тонн, повна маса автопоїзда — 40 тонн. Кузов вантажівки являє собою металеву платформу з бічними та заднім бортами, а також дерев'яною підлогою. У просторій кабіні передбачено спальне місце. Підресорене сидіння водія регулюється по довжині, висоті, нахилу подушки та спинки.

Автомобіль обладнується V-подібним восьмициліндровим дизельним двигуном з турбонаддувом. Робочий об'єм дизеля — 17240 см3, а потужність 360 к.с. при 2100 об./хв. Вантажівка комплектується дев'ятиступеневою коробкою передач.
- МАЗ 53362 — бортовий автомобіль вантажопідйомністю 8,28 тонни з колісною формулою 4х2.

Перший примірник зійшов з конвеєра Мінського автозавода в 1990 році. Вантажівки випускалися невеликими партіями. Споряджена маса автомобіля — 7,95 тонни; повна маса — 18 тонн, повна маса автопоїзда — 38 тонн.
Кузов вантажівки являє собою металеву платформу з бічними та заднім бортами, а також дерев'яною підлогою. Двомісна підресорена кабіна відкидається вперед гідроциліндром з ручним приводом. У кабіні передбачено два спальних місця. Підресорене сидіння водія регулюється по довжині, висоті, нахилу подушки та спинки.
Автомобіль обладнується V-подібним восьмициліндровим дизельним двигуном ЯМЗ-238Б з турбонаддувом. У конструкції мотора передбачені паливопідкачуючі насос низького тиску, муфта випередження впорскування палива і всережимний регулятор частоти обертання. Повітряний фільтр використовується сухий, зі змінним фільтрувальним елементом та індикатором засміченості. Робочий об'єм двигуна 14866 см3, а потужність 300 к.с. при 2100 об/хв. Дизель оснащений електрофакельним пристроєм (ЕФУ), за замовленням встановлюється підігрівач 15.8106 для підігріву двигуна та опалення кабіни.
Машина розганяється до максимальної швидкості 115 км/год. Найбільша швидкість автопоїзда — 100 км/год.
- МАЗ 53363 — бортовий автомобіль вантажопідйомністю 8,28 тонни з колісною формулою 4х2. Перший примірник зійшов з конвеєра Мінського автозавода в 1990 році. Вантажівки випускалися невеликими партіями. Всі характеристики автомобіля ідентичні моделі МАЗ 53362 крім двигуна, на МАЗ 53363 встановлюється V-подібний восьмициліндровий дизельний двигун ЯМЗ-238Д з турбонаддувом. У конструкції мотора передбачені паливопідкачуючий насос низького тиску, муфта випередження впорскування палива і всережимний регулятор частоти обертання. Повітряний фільтр використовується сухий, зі змінним фільтрувальним елементом та індикатором засміченості. Робочий об'єм двигуна 14866 см3, а потужність 330 к.с. при 2100 об./хв. Дизель оснащений електрофакельним пристроєм (ЕФУ), за замовленням встановлюється підігрівач 15.8106 для підігріву двигуна та опалення кабіни.

Машина розганяється до максимальної швидкості 120 км/год. Найбільша швидкість автопоїзда — 100 км/год.
- МАЗ 53366 — двовісний бортовий автомобіль вантажопідйомністю 8,3 тонни з колісною формулою 4х2. Перший примірник зійшов з конвеєра Мінського автозавода в 1990 році. Споряджена маса автомобіля — 8,2 тонни; повна маса — 16,5 тонни, повна маса автопоїзда — 28,5 тонни.

Кузов вантажівки являє собою металеву платформу з бічними та заднім бортами, а також дерев'яною підлогою. Внутрішні розміри платформи — 6100 х 2420×2330 мм. Пропонуються модифікації з тентом і без тенту. У просторій кабіні передбачено два спальних місця. Підресорене сидіння водія регулюється по довжині, висоті, нахилу подушки та спинки.
Автомобіль обладнується V-подібним восьмициліндровим дизельним двигуном ЯМЗ-238М2 з турбонаддувом. Робочий об'єм дизеля — 14866 см3, а потужність 240 к.с. при 2100 об./хв. Машина розганяється до максимальної швидкості 87 км/год. На 100 км шляху при швидкості 60 км/год автомобіль витрачається 26 л палива.
Вантажівка комплектується п'ятиступінчастою коробкою передач, ресорною підвіскою, бездисковими колесами. Як додаткова опція пропонується підігрівач <Вебасто>.